# 吕济圣马丹
吕济圣马丹（法語：Luzy-Saint-Martin，法語發音：[lyzi sɛ̃ maʁtɛ̃]）是法国默兹省的一个市镇，属于凡尔登区。

## 地理
吕济圣马丹（49°31'25"N, 5°9'23"E）面积7.35 平方千米，位于法国大東部大區默兹省，该省份为法国西北部内陆省份，北与比利时接壤，西接马恩省和阿登省，南至上马恩省和孚日省，东临默尔特-摩泽尔省。
与吕济圣马丹接壤的市镇（或旧市镇、城区）包括：塞斯、伊诺尔、默兹河畔拉讷维尔、默斯河畔马尔坦库尔、默兹河畔普伊。

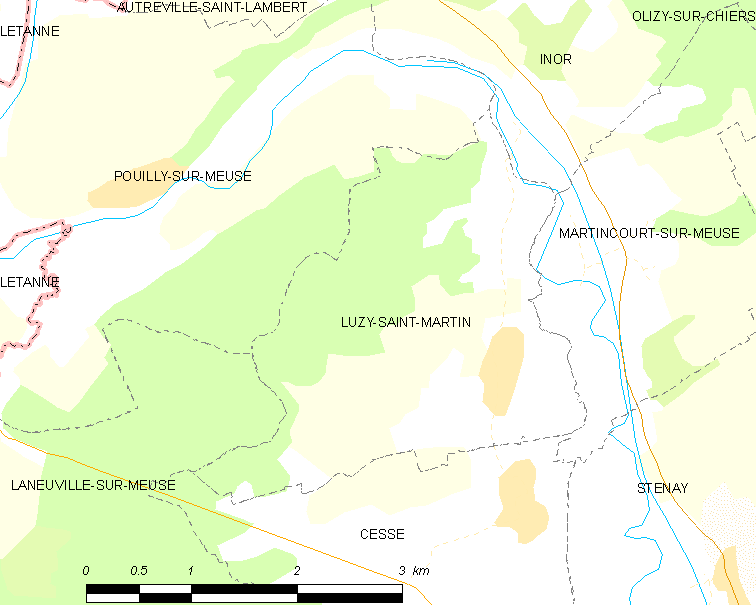
吕济圣马丹的OSM定位图

吕济圣马丹的时区为UTC+01:00、UTC+02:00（夏令时）。

## 行政
吕济圣马丹的邮政编码为55700，INSEE市镇编码为55310。

## 政治
吕济圣马丹所属的省级选区为斯特奈县。

## 人口

1962-2008年间吕济圣马丹人口变化图示

吕济圣马丹于2022年1月1日时的人口数量为113人。